# Hitislandet
Hitislandet är en ö i Finland.   Den ligger i kommunen Kimitoön i den ekonomiska regionen  Åboland  och landskapet Egentliga Finland, i den södra delen av landet, 140 km väster om huvudstaden Helsingfors. Hitislandet med grannholmen Rosalalandet är de två huvudöarna av Hitis skärgård.
Hitislandets areal är 405 hektar och 65 människor bor på ön året runt. Hitis kyrkoby med Hitis kyrka ligger på ön. Likaså finns i byn en frivillig brandkår, en sjöräddningsstation och ett äldreboende.
Kyrksundet skiljer Hitislandet från Rosalalandet. Sundet har varit en del av Kung Valdemars segelled. Ön Kyrkön har vuxit fast med Hitislandet vid Kyrksundet. Hitis första kyrka har funnits på Kyrkön.